# بطولة الصين المفتوحة للتنس
بطولة الصين المفتوحة (رسميا بطولة بكين سلام المفتوحة) هي بطولة تنس للمحترفين في بكين، الصين. وعقدت لأول مرة في 1993. وفي عام 1998 تمت ازالتها من اجندة الاتحاد حتى عام 2004. منذ 2005 تمت اضافتها في رابطة المحترفات للتنس ورابطة المحترفين أيضا. وتمت إقامة الحدث في عام 2008 من 20 سبتمبر إلى 28 سبتمبر.

## روابط خارجية
- بطولة الصين المفتوحة للتنس على موقع رابطة محترفي التنس (الإنجليزية)
- بطولة الصين المفتوحة للتنس على موقع رابطة محترفي التنس (الإنجليزية)
- بطولة الصين المفتوحة للتنس على موقع رابطة محترفات التنس (الإنجليزية)